# Olof Lindeblad

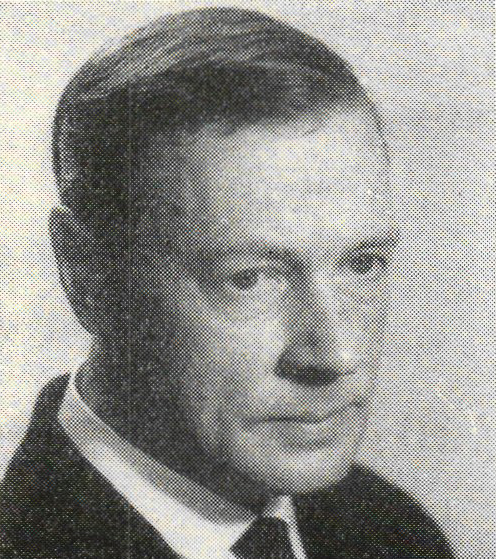
Olof Lindeblad, cirka 1935.

Olof Axel Lindeblad, född 26 september 1883 i Stockholm, död 18 juli 1934 i Stockholm, var en svensk tecknare och fotograf.
Han var son till grosshandlaren Axel Lindeblad och Anna Wallgren och från 1924 gift med Anna Boijan Hedvig Augusta Boije. Lindeblad var först verksam som tecknare i veckopressen men anställdes som tecknare i Nya Dagligt Allehanda 1908–1910. Därefter var han under ett år anställd vid Dagens Nyheter innan han 1911 anställdes som fotograf och tecknare vid Stockholms-Tidningen. Makarna Lindeblad är gravsatta på Skogskyrkogården i Stockholm.